# Mirdas ibn Udayya
Abu-Bilal Mirdàs ibn Hudayr (àrab: أبو بلال مرداس بن حدير, Abū Bilāl Mirdās b. Ḥudayr), també conegut simplement com a Abu-Bilal o com a Mirdàs ibn Udayya (àrab: مرداس بن أديه, Mirdās b. Udayya), pel nom de la seva mare, Udayya (? - 681), fou un cap kharigita de Bàssora del segle vii. Era fill de Hudayr ibn Amr ibn Abd-al-Kab i la seva mare o àvia es deia Udayya.
El seu germà Urwa ibn Udayya va ser un dels caps de la secessió kharigita després de la batalla de Siffín. Mirdàs va combatre contra Alí a Nahrawan (658) però després de la derrota va renunciar a les activitats polítiques tot i restar fidel a les seves idees, i es va oposar a la insurrecció, l'assassinat i a la participació de la dona al moviment, formant part del sector anomenat ka'ada (quietista) del kharigisme.
La repressió dels kharigites portada a terme pel governador de Bàssora Ubayd Allah ibn Ziyad el va indignar i amb 40 seguidors va marxar de Bàssora a Ahwaz on va recaptar un modest impost (680). Ubayd Allah va enviar contra ell al kilabita Aslam ibn Zura amb 2.000 homes i els dos bàndols van xocar al petit poble d'Asak (en una font el poble s'anopmena Midjas) i Mirdas va aconseguir la victòria tot i la seva inferioritat numèrica.
L'any següent es va enviar una expedició de quatre mil homes manada pel tamimita Abbad ibn Akhdar, que va trobar a Mirdas i la seva gent a Darabdjird; era divendres i els dos bàndols van acordar fer la pregària abans de combatre però les forces del govern van trencar l'acord i van atacar als kharigites al mig de la pregària. Van morir tots; el cap de Mirdas fou portat a Ubayd Allah ibn Ziyad que també va fer perseguir i executar al seu germà Urwah ibn Udayya que no havia participat en els fets.
Aquesta mort va causar la revolta de Ubayda ibn Hilal al-Yashkuri, un dels caps azraquites, i en nom de Mirdas es va iniciar la revolta a la mort del califa Yazid I el 683.